# بیریر سورویک
بیریر سورویک (انگلیسی: Birger Sörvik؛ ۴ دسامبر ۱۸۷۹ – ۲۳ مه ۱۹۷۸) ژیمناست هنری اهل سوئد بود.
وی در مسابقات کشوری و بین‌المللی در مجموع برندهٔ ۱ مدال طلا شده‌است.